# アジア再保証推進法
アジア再保証推進法(英: Asia Reassurance Initiative Act）は、2018年12月31日にアメリカ合衆国大統領の署名を受け米国で成立した法律。主として中国脅威に対抗することを目的としている。

## 主な法案内容
- インド太平洋地域における定期的な「航行の自由作戦」の実施
- 台湾（中華民国）への防衛装備品の売却推進
- アジア地域の同盟国との強固なサイバーセキュリティー協力の推進